# Shoji Nishio

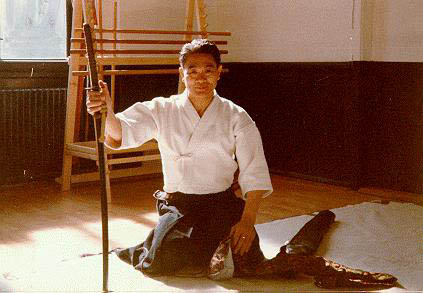
Shoji Nishio

Shoji Nishio var en japansk aikidoinstruktör född 1927 och död 15 mars 2005. 
Shoji Nishio började träna aikido i slutet av 1951 för Morihei Ueshiba, aikidons grundare. Då hade han tränat flera andra typer av budo. Han var innehavare av åttonde dan i aikido inom organisationen Aikikai, och bar sedan år 1955 titeln shihan. Nishios synnerligen särpräglade aikido bar spår av hans erfarenheter inom judo, karate och iaido; han var högt graderad i alla dessa arter. Shoji Nishio var verksam framför allt i området kring storstäderna Tokyo och Yokohama.
Nishio hade en avsevärd elevskara på olika håll i världen. Han reste ofta till Skandinavien, USA och Frankrike för att undervisa på seminarier. Bland de lärare som bär hans arv vidare kan Yasuhiko Takemori (7 dan) och Ichiro Shishiya (7 dan) nämnas. Bägge instruerar regelbundet på läger i Sverige.